# 布吕伊
布吕伊（法語：Bruys）是法国皮卡第大区埃纳省的一个市镇，属于苏瓦松区布赖讷县。该市镇2009年时的人口为19人。

## 人口
布吕伊人口变化图示
| 数据来源：INSEE |